# Яганівська сільська рада
Яга́нівська сільська́ ра́да — колишній орган місцевого самоврядування в Липоводолинському районі Сумської області. Адміністративний центр — село Яганівка.

## Загальні відомості
- Яганівська сільська рада утворена 17 грудня 1986 року.
- Населення ради: 571 особа (станом на 2001 рік)

## Населені пункти
Сільській раді підпорядковані населені пункти:
- с. Яганівка
- с. Бугаївка
- с. Грабщина

## Склад ради
Рада складається з 12 депутатів та голови.
- Голова ради: Ізюменко Микола Васильович
- Секретар ради: Процун Валентина Григорівна

### Керівний склад попередніх скликань
| Прізвище, ім'я, по батькові | Основні відомості                                                 | Дата обрання | Дата звільнення |
| --------------------------- | ----------------------------------------------------------------- | ------------ | --------------- |
| Ізюменко Микола Васильович  | Сільський голова, 1963 року народження, освіта вища, безпартійний | 26.03.2006   | 31.10.2010      |
| Ізюменко Микола Васильович  | Сільський голова, 1963 року народження, освіта вища, безпартійний | 31.10.2010   |                 |

Примітка: таблиця складена за даними сайту Верховної Ради України